# 20th Party
「20th Party」（トゥエンティース・パーティ）は、2000年5月17日にマーキュリー・ミュージックエンタテイメントからリリースされた松田聖子の50枚目のシングル。

## 解説
本シングルは、松田聖子のデビュー20周年記念第1弾としてリリース。同名アルバムにも収録。
本曲の歌詞中には「裸足」「青い」「パラソル」「マーメイド」など、過去のヒット曲に含まれている単語やフレーズが入っている。これ以降も同様のコンセプトで30周年には「30th Party」、40周年には「40th Party」が制作された。
20周年以後も、コンサート・ツアーでは、毎回セットリストに入っており、主にアンコールで歌われるなど定番の一曲となっていた。
カップリング「恋はいつでも95点」は、アルバム『永遠の少女』収録楽曲で、聖子の娘である神田沙也加が中学時代に「ALICE」のペンネームで作詞した曲である。このことは、沙也加の歌手デビュー後に公表された。
本作リリースと同じ頃、NHKの音楽番組『ふたりのビッグショー』に松葉杖をついた和田アキ子とともに出演、同曲を披露。一部スポーツ新聞で「聖子・和田、和解」など書かれた。これは、過去に和田が一方的に聖子を名指し批判していたことによる。

## 収録曲
1. 20th Party[4:00]
  - 作詞：Seiko Matsuda　作曲：Ryo Ogura　編曲：Yuji Toriyama
2. 恋はいつでも95点[4:00]
  - 作詞：Alice　作曲：Hitoshi Haba　編曲：Akira Inoue
3. 20th Party（Instrumental）[4:00]
4. 恋はいつでも95点（Instrumental）[4:00]

## 関連作品
- 20th Party
  - LOVE Seiko Matsuda 20th Anniversary Best Selection
  - Best of Best 27
  - Seiko Smile Seiko Matsuda 25th Anniversary Best Selection
  - We Love SEIKO -35th Anniversary 松田聖子究極オールタイムベスト50Songs-
  - 永遠のアイドル、永遠の青春、松田聖子。〜45th Anniversary 究極オールタイムベスト〜